# 北キョウ公園駅
北滘公園駅（ほっきょうこうえんえき）は、中華人民共和国広東省仏山市順徳区に位置する広州地下鉄7号線と仏山地下鉄3号線の駅。

## 歴史
- 2022年
  - 5月1日：広州地下鉄7号線の駅として開業[1]。
  - 12月28日：仏山地下鉄3号線の開業で乗換駅となる[2]。

## 隣の駅
広州地下鉄
■7号線
美的大道駅 701-8 - 北滘公園駅 701-7 - 美的駅 701-6
仏山地下鉄
■3号線
広教駅 F312 - 北滘公園駅 F313 - 高村駅 F314